# Corbett Davis
(en) Statistiques sur pro-football-reference
Richard Corbett "Corby" Davis , né le 8 décembre 1914 à Lowell, en Indiana et mort le 28 mai 1968 à Houlton dans le Maine, est un Américain, joueur professionnel de football américain, occupant le poste de fullback pour les Rams de Cleveland pendant quatre saisons en National Football League (NFL). C'est le premier choix de la draft 1938 de la NFL (en) par les Rams.

## Jeunesse et université
Au lycée, Corbett Davis a joué au football américain pour l'école secondaire Lowell. Il joue au football américain universitaire dans l'équipe des Hoosiers de l'université de l'Indiana.

## Carrière professionnelle
Davis le premier choix de la draft 1938 de la NFL (en) par les Rams de Cleveland. Il y passe quatre saisons, quittant le football professionnel pour s'engager dans le service en 1942. Corbett sert comme carabinier dans la deuxième division d'infanterie en France pendant la Seconde Guerre mondiale. Il est blessé au combat en 1944, et continue son service en Angleterre après s'être remis de ses blessures.

## Vie privée
Après son retour aux États-Unis, Corbett travaille comme officiel pour les matchs de la Big Ten Conference. De 1952 jusqu'à sa mort, il travaille pour la maison d'édition Scott Foresman (en). Il est mort lors d'un voyage de pêche à Houlton, dans le Maine en mai 1968. Il perd pied en sortant d'un bateau, tombe sur une branche d'arbre et se rompt la rate.

## Statistiques
| Année         | Équipe            | MJ            |     | Courses | Courses | Courses | Courses |       | Passes réceptionnées | Passes réceptionnées | Passes réceptionnées | Passes réceptionnées |
| Année         | Équipe            | MJ            | Nb. | Yards   | Moy.    | TD      | Nb.     | Yards | Moy.                 | TD                   |                      |                      |
| 1938          | Rams de Cleveland | 11            | 71  | 202     | 2,8     | 3       | 1       | 2     | 2,0                  | 0                    |                      |                      |
| 1939          | Rams de Cleveland | 11            | 13  | 15      | 1,2     | 1       | 3       | 49    | 16,3                 | 0                    |                      |                      |
| 1941          | Rams de Cleveland | 8             | 31  | 110     | 3,5     | 0       | 13      | 64    | 4,9                  | 0                    |                      |                      |
| 1942          | Rams de Cleveland | 9             | 28  | 55      | 2,0     | 0       | 2       | 18    | 9,0                  | 0                    |                      |                      |
| Totaux en NFL | Totaux en NFL     | Totaux en NFL | 143 | 382     | 2,7     | 4       | 19      | 133   | 7,0                  | 0                    |                      |                      |